# Couckelaerschen Doedel
Couckelaerschen Doedel is een Belgisch bier van hoge gisting.
Het bier wordt gebrouwen in Brouwerij Strubbe te Ichtegem. Het is een amberkleurig bier met een alcoholpercentage van 6%. Het bier wordt gebrouwen met Franse zomergerst, hop uit Poperinge en een kruidenmengeling. Het is genoemd naar de West-Vlaamse gemeente Koekelare. Dit bier werd oorspronkelijk (vanaf 1970) gebrouwen in Koekelare door brouwerij Lootens. Vanaf 1990 nam brouwerij Strubbe de productie ervan over. De naam doedel verwijst naar de biersoort “Scotch Ale”.